# 龍騎兵

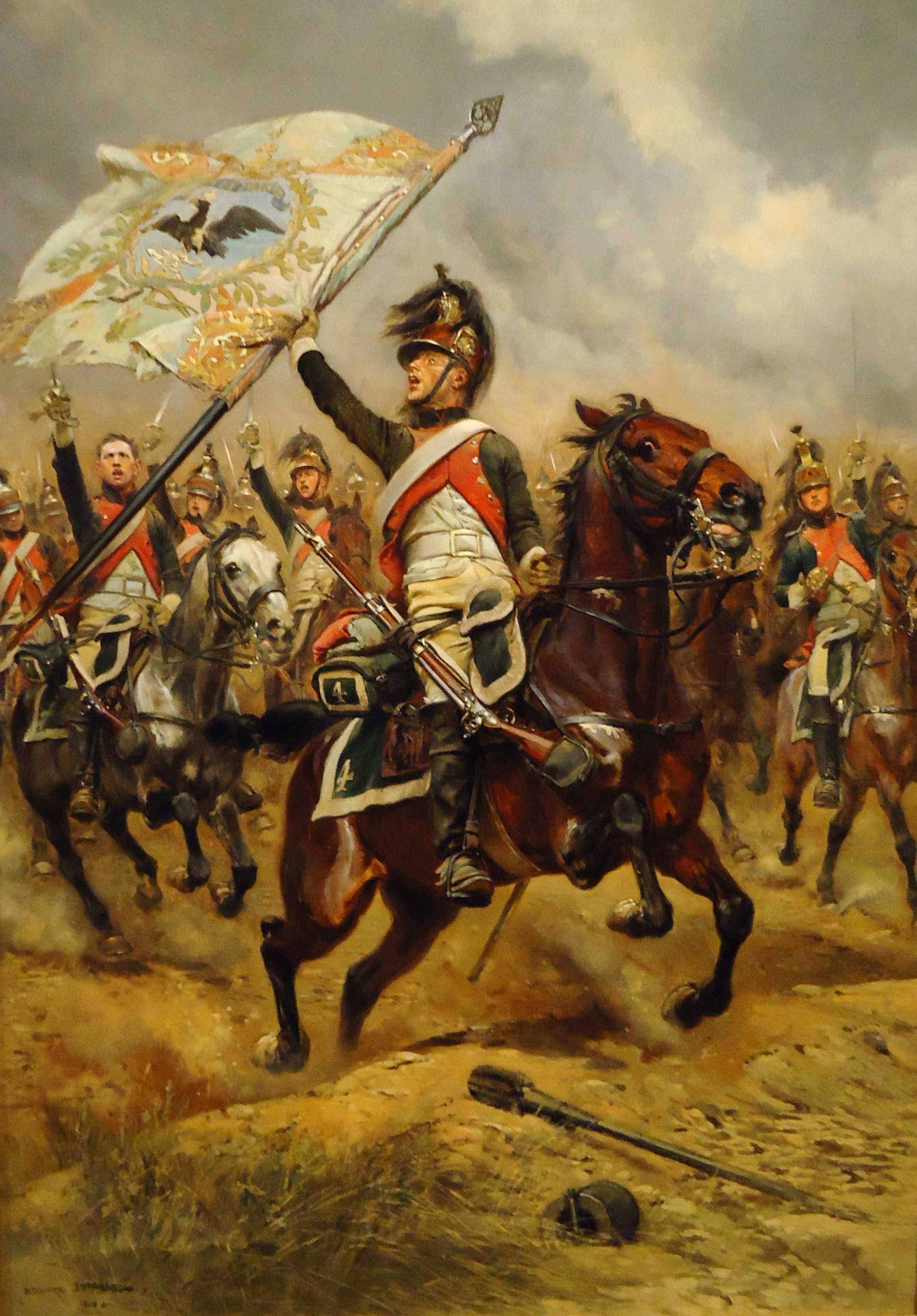
耶拿戰役中的法軍龍騎兵

龍騎兵（法語：Dragon），簡稱龍兵，最早是一種「騎馬步兵」的兵種，大多出現於17世紀晚期至18世紀早期的歐洲軍隊，是同時接受馬術與步兵戰鬥技巧的訓練，以馬匹運輸、步行戰鬥的士兵。龍騎兵騎馬至目的地後即下馬進行步戰，如騎兵般移動但如步兵般戰鬥，他們並未裝備任何鎧甲，武器有火繩槍（後期的火銃有裝上刺刀）、馬刀或腰刀和一對手槍，裝備與火繩槍兵的差不多，但多了一雙長筒靴。十八世紀後，龍騎兵逐漸演變成輕騎兵單位。
此名詞有可能是來自一種由法國陸軍攜帶的銃（這種銃被稱作「龍」，因為它們開火時會吐煙）。另外在法語中，龍騎兵與龍使用的是同一個單字。中文翻譯是意譯，但也可能同時受《宋史》中記載的禁軍部隊「龍騎」影響，該軍「號有馬步人，見陣即步鬥。」
现代，龙骑兵之名被一些装甲部队和一些礼仪性质的骑兵仪队保留。同时，龙骑兵还意味着被士兵强加的迫害与征服，并且现在已引申到了任何的武力行为和镇压。这个词自1689年被发明，在一段时间里被用作法国的君主制政体镇压新教民众。

## 辭源與名稱

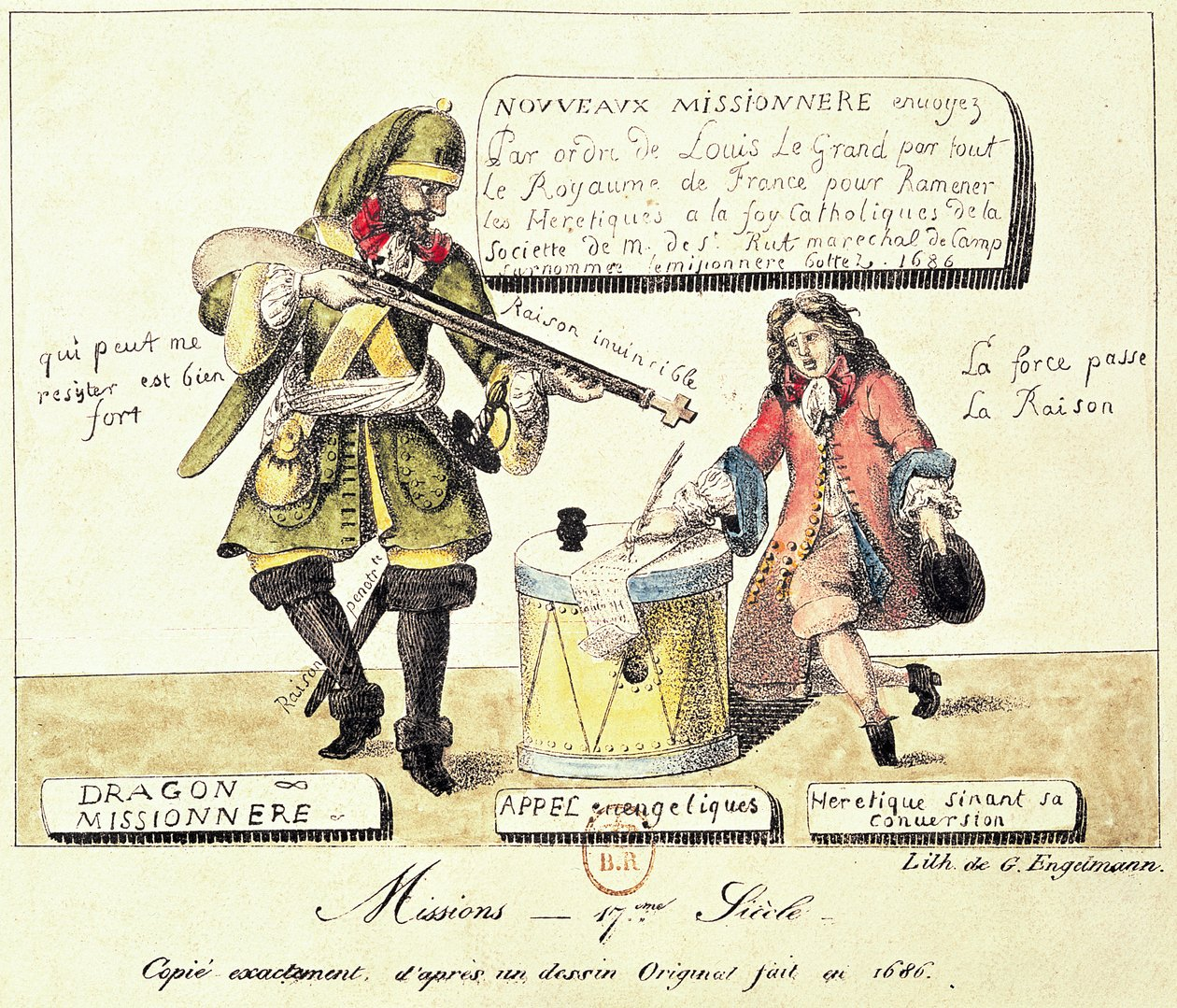
一幅描述了法國休京諾迫害時期一位龍騎兵正在恫嚇一位休京諾派修士的漫畫

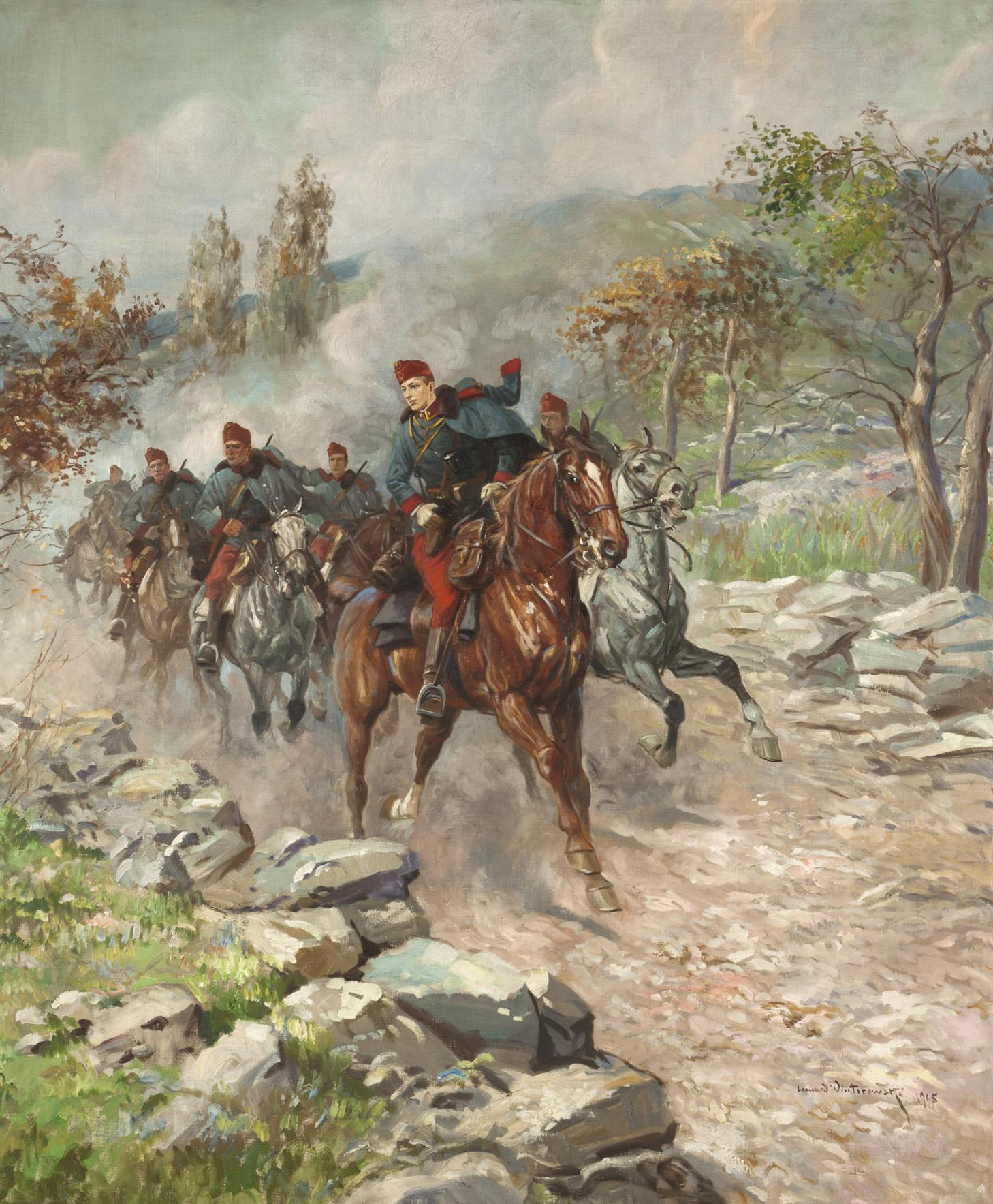
1915年的奧匈帝國龍騎兵，Leonard Wintorowski

龙骑兵的组建是由需要迅速运输步兵时，有时会让步兵骑在马上行走的做法演变而来。一个早期的例子是，当拿骚的路易斯在埃诺省靠近蒙斯的地方行动时，他将他的500名步兵通过此方法进行运输。在1552年，帕尔马的亚历山大亲王将其几个连的步兵骑在驮马上进行移动，以达到奇袭的效果。

### 英國龍騎兵
在以往的英國軍隊中，龍騎兵可劃分為輕龍騎兵團和龍騎衛隊（Dragoon Guards），後來改為蘇格蘭皇家龍騎衛隊、皇家龍騎衛隊和第一女王龍騎衛隊。

### 加拿大龍騎兵
加拿大有三個龍騎兵團，分別為加拿大皇家龍騎兵、不列顛哥倫比亞龍騎兵和薩克其萬龍騎兵。加拿大皇家騎警曾經隸屬龍騎兵團，但在60年代被取消。